# 오픈타입
오픈타입(OpenType)은 컴퓨터 글꼴을 위한 크기를 조절할 수 있는 포맷을 말한다. 처음에는 마이크로소프트가 개발하다가 나중에는 어도비 시스템즈와 결합하였다. 오픈타입은 1996년에 처음 선을 보였으며 수많은 오픈타입 글꼴이 2000년에서 2001년 사이에 떠오르기 시작했다. 어도비는 2002년 말 즈음에 자사의 완전한 글꼴 라이브러리를 오픈타입으로 변환하는 것을 마쳤다. 2005년 초에 10,000개 정도의 글꼴을 오픈타입 포맷으로 찾아볼 수 있으며, 여기 글꼴의 3분의 1은 어도비의 라이브러리에서 비롯한 것이다. 2006년에 크고 작은 모든 글꼴 회사들은 오픈타입 포맷으로 글꼴을 개발하고 있다.
오픈타입 글꼴의 파일 확장자는 .otf이며 트루타입 글꼴의 확장자 .ttf를 사용하며 OTTO의 타입 코드를 갖는다.

## 역사
오픈타입은 마이크로소프트와 어도비가 애플 컴퓨터에서 개발한 트루타입의 뒤를 잇기 위해 고안하였다. 마이크로소프트사로부터 라이선스를 받지만 타입 1 글꼴(포스트스크립트 글꼴)은 어도비가 개발하였다.
마이크로소프트는 애플의 고급 타이프로그래피 기술인 "GX 타이프로그래피"를 1990년대 초에 라이선스하려고 했으며 1994년에 "트루타입 오픈"이라는 자체 기술을 거부하였다. 어도비는 1996년에 마이크로소프트와 손을 잡고 타입 1 글꼴에 쓰이는 외곽선 모양에 대한 지원을 추가하였고 오픈타입이라는 이름은 결합 기술로 쓰이기 위해 만든 것이다.
어도비와 마이크로소프트는 그 뒤 10년에 걸쳐 오픈타입을 개발하고 가꾸어 나가기를 계속하였다. 그러다가 2005년 말에 오픈타입은 국제 표준화 기구(ISO) 하의 오픈 표준의 수순을 밟기 시작했다. 이전에는 MPEG 그룹이 오픈타입을 채용한 적이 있었다. 새로운 표준은 오픈타입 1.4이며 ISO에 대한 적절한 언어 변경사항이 포함되어 있다. 또, 이를 "오픈타입 포맷"이라 부른다. 새로운 표준에 대한 초기 채용은 오픈타입이 ISO 표준 ISO/IEC 14496-22가 되었던 2007년 3월에 모두 끝났다.

## 기능
오픈타입에는 몇 가지 눈에 띄는 기능들을 가지고 있다.
- 글꼴 문자 인코딩은 유니코드를 기반으로 하며 여러 스크립트를 지원하고, 또 한 번에 수많은 스크립트를 지원한다.
- 오픈타입 글꼴은 최대 65,536개의 자체를 가질 수 있다.
- 글꼴은 복잡한 스크립트를 위한 적절한 타이포그래피 처리와 단순한 스크립트를 위한 고급 타이포그래피 효과를 가지고 있다. (이를테면 영어를 쓸 때의 라틴어 스크립트)
- 글꼴 파일은 크로스플랫폼을 지향하며 맥 오에스, 윈도, 몇 가지 유닉스 계열 운영 체제에서 별도의 수정을 거치지 않고 사용할 수 있다.
- 추가적인 자체나 확장 타이포그래피 기능이 추가되지 않을 경우 오픈타입 CFF 글꼴은 타입 1 대응보다 용량이 상당히 더 작아진다.

## 참조
1. ↑  “Media Types”. IANA. 2017년 10월 12일. 2017년 10월 17일에 확인함.
2. ↑  “OpenType specification”. 2021년 12월 10일에 확인함.
3. ↑  “ISO/IEC 14496-22:2019 - Information technology — Coding of audio-visual objects — Part 22: Open Font Format”. 《www.iso.org》. 2015년 12월 13일에 확인함.
4. ↑  “보관된 사본” (PDF). 2006년 11월 18일에 원본 문서 (PDF)에서 보존된 문서. 2007년 5월 9일에 확인함.
5. ↑  ISO/IEC 14496-22:2007 - Information technology - Coding of audio-visual objects - Part 22: Open Font Format

## 같이 보기
- 트루타입
- 프리타입
- 윈도우 프레젠테이션 파운데이션: 오픈타입을 거의 완벽하게 지원하는 첫 윈도 API
- 임베디드 오픈타입